# Tipula (Acutipula) grahamiana
Tipula (Acutipula) grahamiana is een tweevleugelige uit de familie langpootmuggen (Tipulidae). De soort komt voor in het Afrotropisch gebied.